# Confinada
Confinada é uma webcomic brasileira criada em 2020 por Leandro Assis e Triscila Oliveira.

## História
No início de 2020, pouco depois do começo da pandemia de COVID-19, os autores Leandro Assis e Triscila Olvieira decidiram dar uma pausa na webcomic Os Santos, que publicavam semanalmente no Instagram, porque já havia um planejamento para a história e não seria possível encaixar o que estava acontecendo no país por conta da pandemia.
Para não deixarem publicar uma HQ regularmente, criaram a série Confinada, uma espécie de spin-off de Os Santos por trazer como uma das protagonistas a sobrinha dos personagens que davam título à série anterior, mas com foco em personagens novos. A nova publicação manteve a ênfase na crítica social, abordando o período de confinamento decorrente da pandemia.
Pouco depois da conclusão da história, em 2021, foi iniciado um financiamento coletivo pela editora Todavia na plataforma Catarse com o objetivo de publicar a versão impressa de Confinada. A campanha bateu o recorde da plataforma em quantidade de apoiadores: 7.859 pessoas, em uma arrecadação total de R$ 611.445,00 (quase nove vezes a meta original de R$ 69 mil). Por conta do volume de apoio, 600 exemplares do livro foram doados para 100 bibliotecas comunitárias de todas as regiões do país e para outras entidades de São Paulo e 220 volumes de títulos diversos da editora foram doados para a Biblioteca de São Paulo.

## Sinopse
Fran Clemente é uma milionária influencer que mora sozinha em uma cobertura no Rio de Janeiro e tem três empregadas domésticas. Quando começa a pandemia de COVID-19, seguida por um lockdown, apenas uma das três empregadas, Ju, aceita passar o período de quarentena com Fran, enquanto as outras duas são mandadas para casa recebendo apenas metade do salário.
A convivência das duas, "confinadas" no apartamento de mil metros quadrados (embora Ju tenha que se limitar ao "quartinho de empregada" sem ar condicionado na área de serviço), vai se tornando cada vez mais difícil à medida em que crescem os conflitos decorrentes das desigualdades sociais e do racismo. Em paralelo, a HQ mostra o quanto a pandemia afetou os brasileiros de forma diferente, de acordo com o acesso de cada um a cuidados médicos e outras questões sociais.

## Prêmios e indicações
Em 2022, a edição impressa de Confinada ganhou o Prêmio Angelo Agostini de melhor lançamento. Além disso, Leandro e Triscila também ganharam o prêmio de melhores roteiristas. Além disso, o livro também foi finalista em cinco categorias da CCXP Awards: melhor quadrinho, melhor quadrinista (Leandro), melhor roteirista (Leandro e Triscila), melhor desenhista (Leandro) e melhor arte-finalista (Leandro).